# Autobahndreieck Dresden-West
Das Autobahndreieck Dresden-West (Abkürzung: AD Dresden-West; Kurzform: Dreieck Dresden-West) ist ein Autobahndreieck in Sachsen im Ballungsraum Dresden. Es verbindet die hier beginnende Bundesautobahn 17 (Dresden – Prag) mit der Bundesautobahn 4 (Aachen – Eisenach – Görlitz).

## Geographie
Das Dreieck liegt auf dem Stadtgebiet der sächsischen Landeshauptstadt Dresden, an deren westlicher Stadtgrenze, südlich des Oberen Staubeckens bei Oberwartha. Nächstgelegen sind die Dresdner Ortsteile Rennersdorf, Brabschütz, Podemus, Roitzsch und Unkersdorf. Es befindet sich etwa 10 km westlich der Dresdner Innenstadt, etwa 55 km nordöstlich von Chemnitz und etwa 90 km südöstlich von Leipzig.
Am Autobahndreieck Dresden-West werden zwei Europastraßen entflochten. Die E 40 und die E 55 verlaufen auf der A 4 östlich des Dreiecks auf einer gemeinsamen Trasse. Während die E 40 der A 4 auch westlich des Dreiecks weiter folgt, schwenkt die E 55 Richtung Prag auf die A 17 ein.
Das Autobahndreieck Dresden-West trägt auf der A 4 die Anschlussstellennummer 77b, auf der A 17 die Nummer 1.

## Geschichte
Der Bau der BAB 17 wurde im August 1998 begonnen und ihr erster Teilabschnitt zwischen dem Dreieck Dresden-West und der Autobahnanschlussstelle Dresden-Gorbitz am 8. Oktober 2001 freigegeben. Im Zuge des Baus bekam das damalige Dreieck Dresden als Knotenpunkt der BAB 4 und der BAB 13 die neue Bezeichnung Dreieck Dresden-Nord. Seit dem 21. Dezember 2006 führt die Bundesautobahn 17 vom Dreieck Dresden-West aus bis zur tschechischen Grenze.

## Bauform und Ausbauzustand

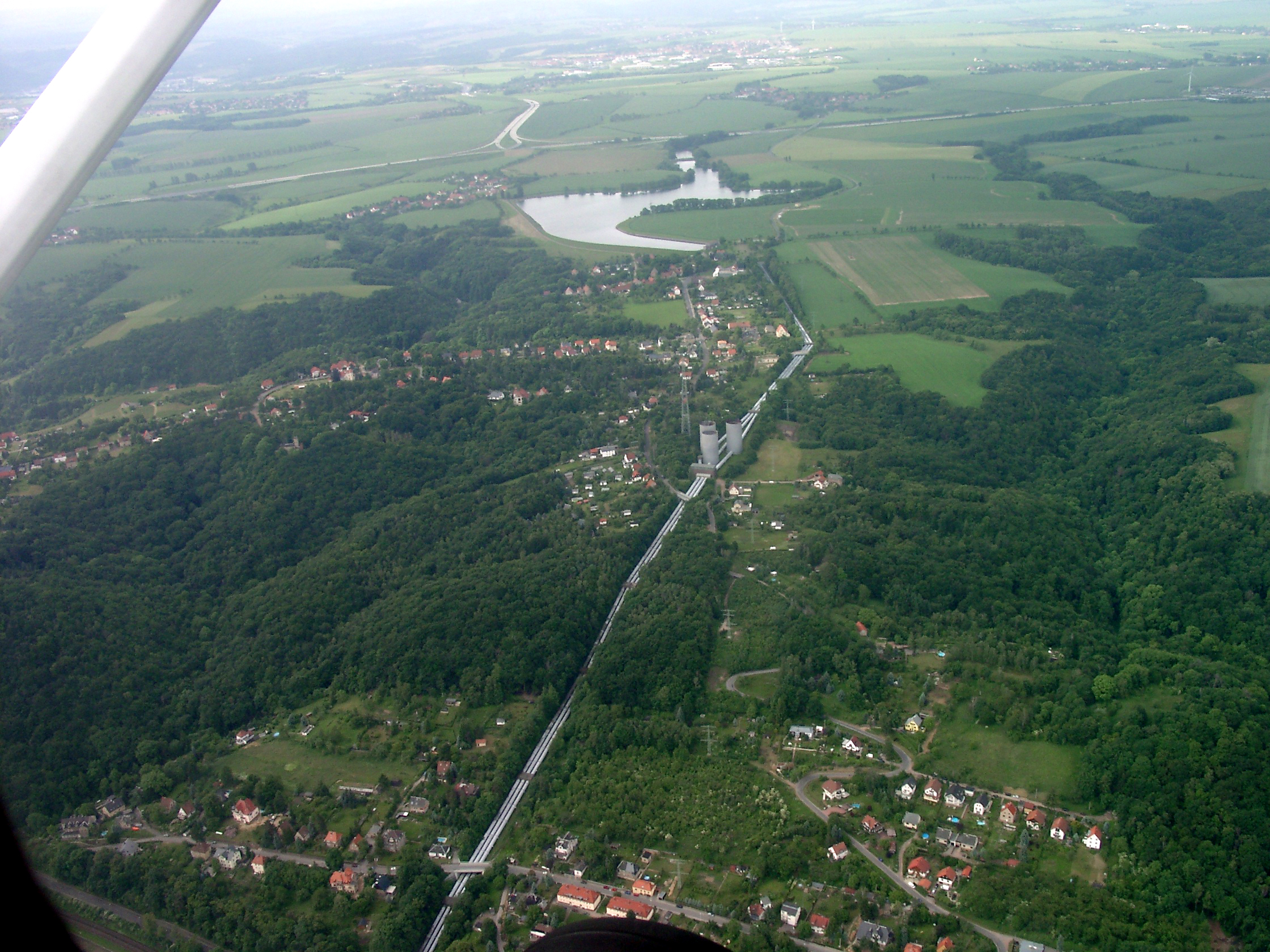
Luftbild mit dem Autobahndreieck Dresden-West im Hintergrund

Die A 4 ist in diesem Bereich sechsstreifig ausgebaut. Die A 17 ist, um die Verkehrsströme besser zu entflechten und das einfädeln zu erleichtern, kurze Zeit auf acht Fahrstreifen befahrbar, bevor sie in südlicher Richtung wieder vierstreifig wird. Alle Rampen sind zweispurig ausgeführt.
Das Dreieck wurde als halbes Malteserkreuz angelegt.

## Verkehrsaufkommen
Das Dreieck wird täglich von rund 111.000 Fahrzeugen befahren.
| Von                | Nach                      | Durchschnittliche tägliche Verkehrsstärke | Anteil Schwerlastverkehr |
| ------------------ | ------------------------- | ----------------------------------------- | ------------------------ |
| AS Wilsdruff (A 4) | AD Dresden-West           | 84.700                                    | 17,9 %                   |
| AD Dresden-West    | AS Dresden-Altstadt (A 4) | 87.900                                    | 17,0 %                   |
| AD Dresden-West    | AS Dresden-Gorbitz (A 17) | 49.900                                    | 15,6 %                   |